# Хорвайлер
Хорвайлер (нем. Horrweiler) — община в Германии, в земле Рейнланд-Пфальц. 
Входит в состав района Майнц-Бинген. Подчиняется управлению Шпрендлинген-Гензинген.  Население составляет 755 человек (на 31 декабря 2010 года). Занимает площадь 4,39 км².